# Akureyri

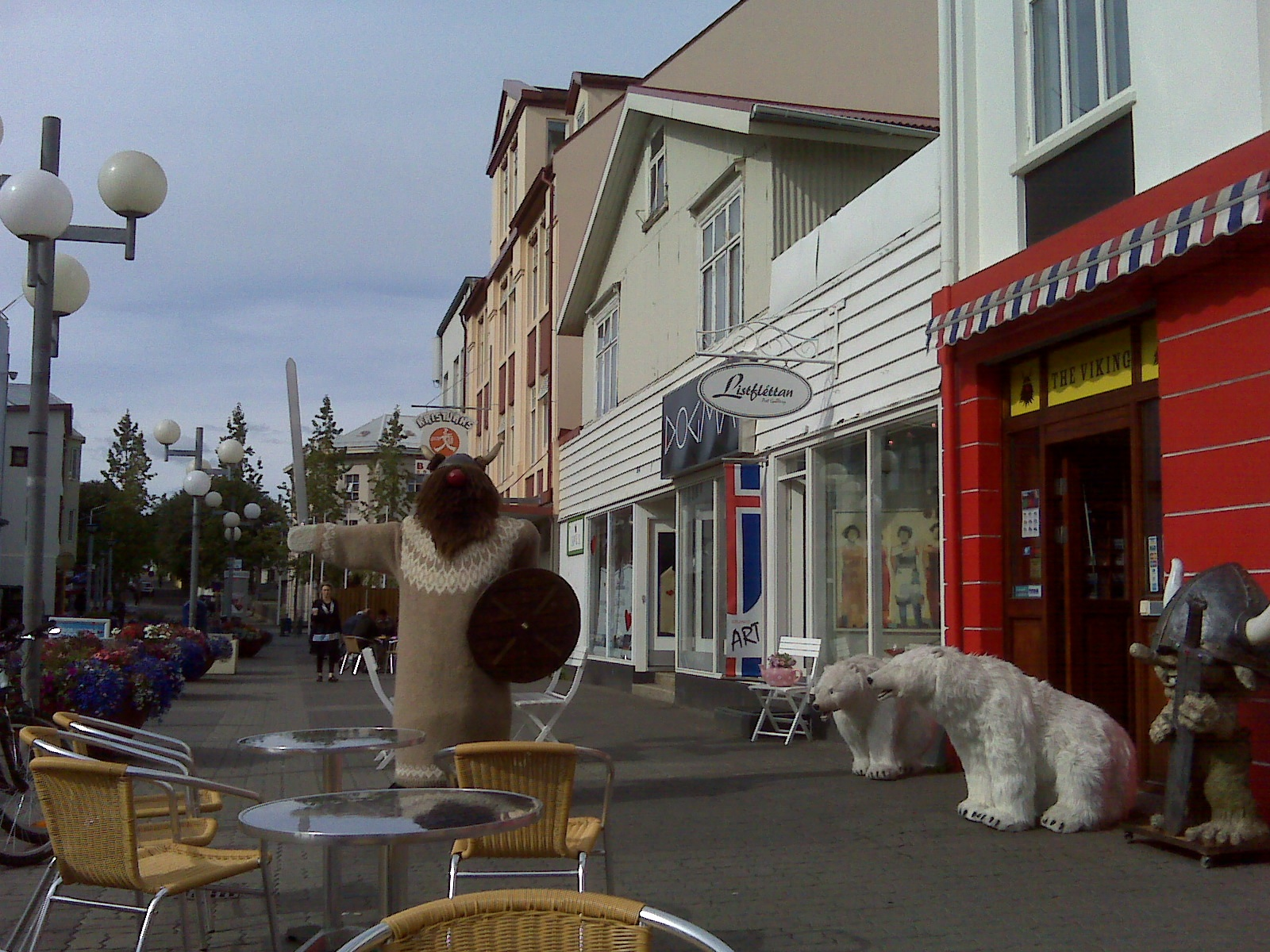
Carrer comercial a Akureyri

Akureyri  ( pronunciació (?·pàg.)) és una ciutat d'Islàndia que pertany al municipi d'Akureyrarkaupstaður a la regió de Norðurland eystra. És la segona àrea urbana del país després del de la capital Reykjavík amb una població el 2011 de 18.103 habitants.

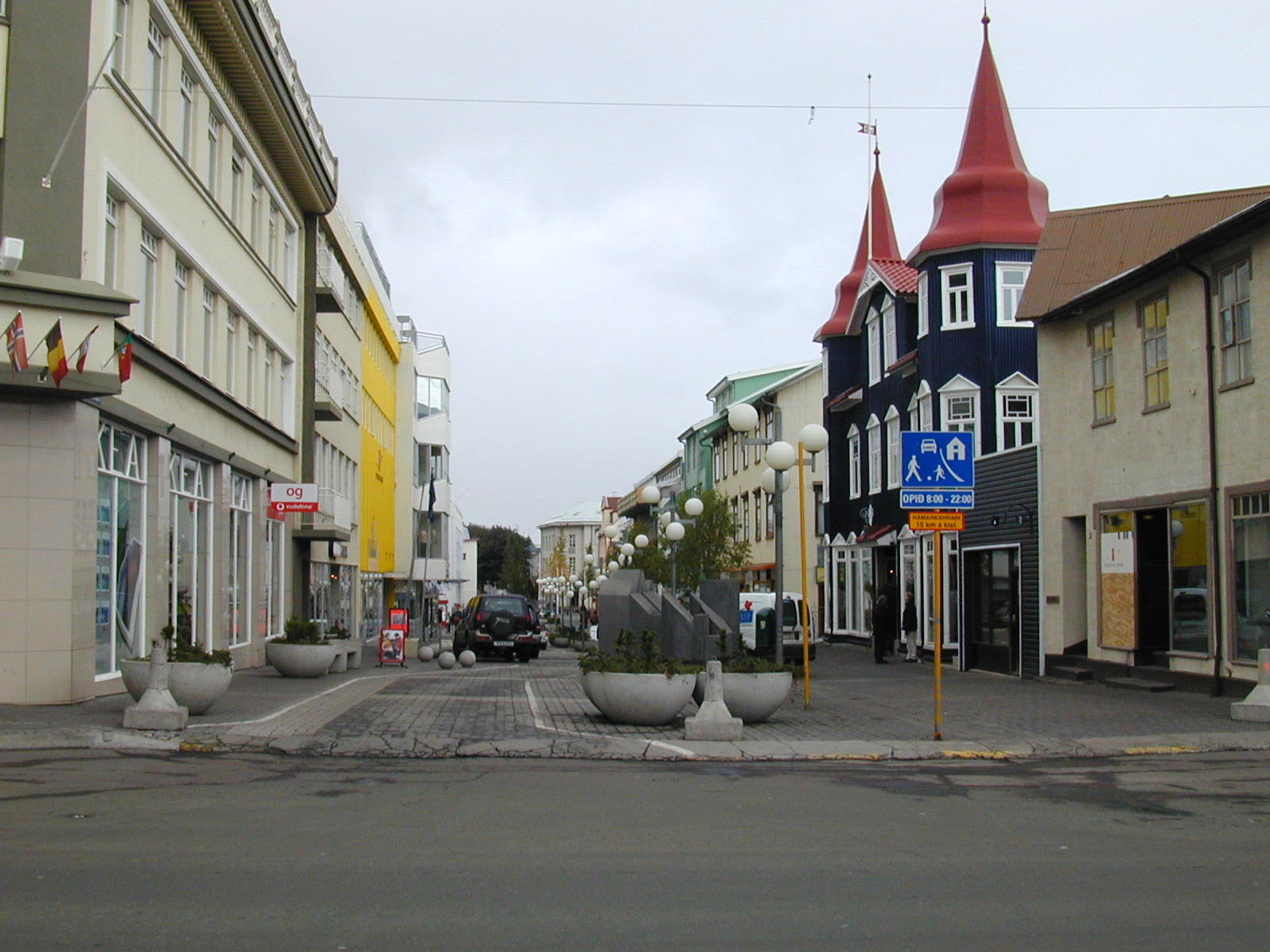
Centre de la ciutat

 Té aeroport i un port important, és un centre pesquer i industrial.
L'àrea on es troba Akureyri va ser colonitzada des del segle ix, però no rebé l'estatus de municipi fins al 1786. La ciutat va ser seu de les forces aèries aliades a la zona durant la Segona Guerra Mundial.
La zona malgrat trobar-se al nord del país té un clima relativament calent, l'estiu és més calent que a Reykjavík, però l'hivern és més fred, fet motivat per factors geogràfics (es troba al fons d'un gran fiord) i el port està lliure de gel tot l'any. Té el jardí botànic més septentrional del món i un camp de golf.

## Geografia

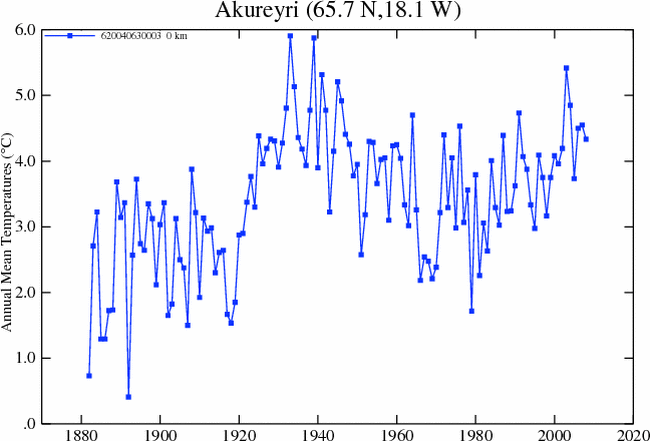
Temperatures a Akureyri de 1882 a 2008 (font: NASA)

Akureyri està prop del cercle polar àrtic lleugerament al sud i a l'oest de l'important fiord d'Eyjafjörður.
Està envoltat per muntanyes les més altes són Súlur de 1213 m i Hlíðarfjall de 1116 m hi ha una banda estreta de terreny pla. El mar que hi ha entre Oddeyri i el final del fiord Eyjafjordur es coneix amb el nom de Pollurinn i és famós per tenir vents no gaire forts (calmats) i per ser considerat un port natural molt adequat per a les embarcacions.

## Demografia
Akureyri té una població de 17,304 habitants segons el cens de l'1 d'abril del 2008. La població el 1910 era de 2,239 habitants i va créixer fins a 7,711 a l'any 1950 i fins als 16,756 habitants l'any 2005. El 20% de la població en edat activa està empleada en el sector serveis. D'aquests 17,304 habitants que hi havia a Akureyri en el 2008, 8,541 persones eren homes i 8,779 persones eren dones. Les morts en aquell mateix any (2008) es van comptabilitzar en 44 homes i 76 dones.

## Criminalitat
Segons les estadístiques sobre criminalitat publicades per la policia islandesa l'any 2000, Akureyri tenia una mitja de 726 incidents (sense comptar els de tràfic) per cada 10.000 habitants. Akureyri té 5 policies en servei i segons l'alcalde de la ciutat, quan el nombre d'efectius ha estat insuficient per respondre a l'activitat criminal creixent s'han produït incidents per
part de la població.

## Economia
Històricament, la indústria del processament del peix ha estat la principal, dues de les cinc companyies pesqueres més importants islandeses es troben a Akureyri. Recentment, s'hi han instal·lat també altres indústries i serveis. L'educació universitària és un important sector econòmic.

## Cultura
Akureyri té una escena cultural sòlida, amb diversos bars i restaurants de reconegut prestigi (com "Greifinn", "Bautinn", "RUB 23" / "Cafè Karolina" i "Friðrik V"). El grup de dansa folklòrica islandesa "Vefarinn" és originària d'Akureyri. La cultura popular en general està més representada a Akureyri que a Reykjavík. Durant l'estiu hi ha diversos festivals a Akureyri i els seus voltants. Un exemple és el Festival Medieval que se celebra cada estiu a GASIR. El Festival Internacional de Música, una sèrie de concerts de bandes, es va celebrar per quarta vegada el 2009.
La ciutat té una de les biblioteques més grans del país. L'"Àrtic Open de Golf Championship" és un
esdeveniment internacional que és celebrada a Akureyri.

## Mitjans de comunicació
El diari Vikudagur es publica a Akureyri i la companyia Icelandic National Broadcasting Service (Ríkisútvarpið) opera dos canals de ràdio a nivell nacional. Hi ha diverses estacions de ràdio a Akureyri, incloent-hi Akureyri FM i Veu FM 98.7. Diverses emissores de televisió poden ser vistes a Akureyri. A principis del 2008 un canal local d'Akureyri s'ha començat a difondre a escala nacional.

## Paisatge urbà
Els llocs que han estat citades com a àrees d'interès inclouen diversos museus, esglésies, i els Jardins Botànics. Els museus locals inclouen la Minjasafnið á Akureyri (Museu d'Akureyri), Listasafnið á Akureyri (Museu d'Art d'Akureyri), Nonnahús (casa Nonni o Museu Memorial, per a l'escriptor Jón Sveinsson), Casa de Davíðshús (Museu Memorial per al poeta Davíð Stefánsson), Akureyri Museu de la Indústria, el Museu de la Moto, i Flugsafn Íslands (Museu de l'Aviació).
El jardí botànic més septentrional i el camp de golf de 18 forats de més al nord del món són a la ciutat. El Norðurlands Náttúrufræðistofnun (Museu de la Natura), va ser inaugurat el 1957 i es troba en els terrenys del Jardí Botànic. El Jardí Botànic (Lystigarður Akureyrar) es troba a Spítalavegur. Les esglésies de grans dimensions com l'Akureyrarkirkja (L'església d'Akureyri) i Glerárkirkja (L'església de Glera). I també hi ha el Sundlaug Akureyrar una piscina municipal.
El nou creixement residencial i comercial ha requerit una ampliació de les xarxes de distribució d'electricitat i d'aigua, així com perforació de pous nous. Gran part de la ciutat s'escalfa aprofitant l'energia geotèrmica.

## Lleis i Governació
Akureyri està regulada pel consell municipal, elegit directament per qualsevol persona major de 18 anys amb domicili social a la ciutat. El consell té 11 membres que són elegits per mandats de quatre anys. L'alcalde és nomenat pel Consell, en general un dels membres del Consell que es triï, però també pot nomenar un alcalde que no és membre del Consell.
Les últimes eleccions al consell de la ciutat es van celebrar el 27 de maig de 2006. El Partit de la Independència (Sjálfstæðisflokkurinn) va rebre la majoria dels vots, seguit per l'Aliança Social Demòcrata (Samfylkingin) i el Moviment d'Esquerra-Verda (grænt hreyfingin Vinstri framboð). Després de les eleccions, el Partit de la Independència i de l'Aliança va formar un govern de coalició en el Consell. L'alcalde actual és Hermann Jón Tómasson.

### Cronologia dels alcaldes d'Akureyri
- 1919–1934 - Jón Sveinsson
- 1934–1958 - Steinn Steinsen
- 1958–1967 - Magnús Guðjónsson
- 1967–1976 - Bjarni Einarsson
- 1976–1986 - Harðth Aúrföensson
- 1986–1990 - Sigfús Jónsson
- 1990–1994 - Halldór Jónsson
- 1994–1998 - Jakob Björnsson
- 1998–2007 - Kristján Þór Júlíusson
- 2007-2009 - Sigrún Björk Jakobsdóttir
- 2009- 2010 - Hermann Jón Tómasson[4]
- 2010 - - Eiríkur Björn Björgvinsson